# No Means No
NoMeansNo war eine Hardcore-Punk-Band aus Vancouver in Kanada. Der Name wurde von einem Anti-Vergewaltigungs-Slogan übernommen.

## Geschichte
NoMeansNo wurde 1979 von den Brüdern Rob (E-Bass und Gesang) und John Wright (Schlagzeug, Gesang, Keyboard) gegründet. 1983 schloss sich Andy Kerr als Gitarrist an, der 1992 nach seinem Ausstieg durch Tom Holliston ersetzt wurde. Die Mitglieder der Band traten gerne unter Pseudonym auf, so sind die Brüder Wright auch als „Mr. Right“ und „Mr. Wrong“ bekannt. Auf die Spitze getrieben wurde dies von dem Gitarristen Andy Kerr, der auf keinem Album unter seinem richtigen Namen auftrat, sondern sich Namen wie „…Uuuuh…“, „Buttercup“ oder „None of your fucking business“ gab. Als weiteres Mitglied wurde Craig Bougie („sound man extraordinaire“) gezählt, der für den Livesound verantwortlich war.
Im September 2016 gab Rob Wright die Auflösung der Band bekannt.

## Stil
Der Stil der Band hebt sich durch die starke, vom Funk inspirierte Rhythmik vom gewöhnlichen Hardcore- und Punk-Sound ab, und wird auch dem Jazzcore zugeordnet. Er wird besonders geprägt durch das dominierende und treibende Bassspiel von Rob Wright und den Breakbeats seines Bruders John. In den Texten beschäftigen sich NoMeansNo mit politischen Themen (More ICBMs, Rags and Bones), Familiendramen (Dad), psychischen und zwischenmenschlichen Abgründen (Tired of Waiting, What Slayde Says, Theresa, Give Me That Knife) und kanadischem Lokalpatriotismus. Die Songtexte zeichnen wie bei The Tower und Dead Souls häufig apokalyptisch anmutende Bilder, die im Kontrast zu der meist ausgelassenen Stimmung auf ihren Konzerten stehen. Ihr Humor wurde auf ihrem Beitrag zum Jubiläumssampler Virus 100 ihrer Plattenfirma Alternative Tentacles deutlich: Sie coverten Forward to Death der Dead Kennedys in einer A-cappella-Version.
Die Mitglieder spielten noch in anderen Projekten, u. a. in der Band The Hanson Brothers (eine Hommage an die Ramones und gleichzeitige Anspielung auf den Eishockey-Film Schlappschuss), Rob Wright verfolgte als „Mr. Wrong“ ein Solo-Projekt. Kooperationen von Mitgliedern der Band gab es u. a. mit Victims Family, Showbusiness Giants, D.O.A. und Jello Biafra.

## Diskografie

### Alben und EPs
- 1981: Betrayal Fear Anger Hatred (EP, kein Label)
- 1982: Mama
- 1986: You Kill Me (EP)
- 1986: Sex Mad
- 1988: The Day Everything Became Nothing (EP)
- 1988: Small Parts Isolated and Destroyed
- 1989: Wrong
- 1990: The Power of Positive Thinking (EP)
- 1991: The Day Everything Became Isolated and Destroyed (Kompilation/Wiederveröffentlichung)
- 1991: Sex Mad / You Kill Me (Kompilation/Wiederveröffentlichung)
- 1991: The Sky Is Falling and I Want My Mommy (mit Jello Biafra)
- 1991: Live and Cuddly (Live)
- 1991: 0 + 2 = 1
- 1993: Why Do They Call Me Mr. Happy?
- 1993: Oh, Canaduh (Coverversionen von Titeln der kanadischen Bands Subhumans und D.O.A.)
- 1994: Johnny Hanson Presents Puck Rock Vol. 1 (Sampler mit 2 Titeln des Nebenprojekts Hanson Brothers)(Hockey Night Tonight / I’m Gonna Play Hockey)
- 1994: Mr. Right & Mr. Wrong / One Down & Two To Go
- 1995: The Worldhood of the World (As Such)
- 1996: Would We Be Alive? (EP)
- 1997: In the Fishtank Vol.1 (EP)
- 1998: Dance of the Headless Bourgeoisie
- 2000: One
- 2001: Generic Shame (EP)
- 2004: The People’s Choice (Best Of, Zusammenstellung durch Fans)
- 2004: Mama (Neuveröffentlichung mit Bonusmaterial)
- 2006: All Roads Lead To Ausfahrt
- 2010: Tour EP No. 1 aka Old
- 2010: Tour EP No. 2 aka Liberation
- 2010: 0 + 2 = 1½ (Download-Compilation)
- 2012: Butchering the Sacred Cows (Remix-EP)

### DVDs
- 2002: Would We Be… live? NoMeansNo & Hanson Brothers, recorded live at Camden Underworld, London
- 2014: We Played at Squats (Porträt über NoMeansNo & Hanson Brothers)